# Ivana Tomljenović-Meller
Ivana Tomljenović-Meller, née Ivana Tomljenović le 2 septembre 1906 à Zagreb dans le Royaume de Croatie-Slavonie et morte le 30 août 1988 à Zagreb en Yougoslavie, est une graphiste, photographe et professeure d'art de Zagreb qui a fréquenté l'école  du Bauhaus en Allemagne.
Ses principaux intérêts sont la photographie et la conception d'affiches. Elle est également une sportive de haut niveau.

## Biographie
Elle étudie au Royal College for Arts and Crafts de Zagreb, maintenant l' Académie des beaux-arts de l'Université de Zagreb, dans la classe de Ljubo Babić (en) et quelques années à la Kunstgewerbeschule (Ecole d’arts appliqués) à Vienne dans la classe de Hannes Meyer. Son enthousiasme pour ce professeur la pousse à le suivre à l'école du Bauhaus à Dessau. Après avoir suivi le cours préliminaire de première année de Josef Albers, elle rejoint le cours de photographie enseigné par Walter Peterhans. Elle s'intéresse plus particulièrement à la conception d'affiches et à la retouche photo.  
Ivana Tomljenović prend de nombreuses photographies informelles de la vie quotidienne au Bauhaus, capturant l'atmosphère dynamique et enthousiaste de l'école. Ses photographies représentent le quotidien des étudiants du Bauhaus, de ses amis et de ses connaissances, à la cantine, durant les moments de détente et de socialisation.  
Ses photos documentent le mouvement avant-gardiste « Neues Sehen » (Nouvelle Vision), des années 1920 et 1930 adopté par László Moholy-Nagy et Alexandre Rodtchenko. Ce mouvement encourage la photographie de scènes ordinaires utilisant des perspectives et des angles inhabituels, des détails rapprochés, l'utilisation de la lumière et des ombres et l'expérimentation de multiples expositions.  
Les photographies de Ivana Tomljenović au Bauhaus montre toutes les caractéristiques de cette nouvelle sensibilité et de la nouvelle culture visuelle de l’époque : perspective verticale, angle inférieur, thèmes parfois étranges, contrastes ombre-lumière, double exposition, expérimentation de négatifs et de photomontages.  
Son affiche « La dictature en Yougoslavie » (1930) est considérée comme son travail le plus important. Ce montage photographique est un excellent exemple de la nouvelle solution esthétique et formelle enseignée au Bauhaus au cours de ces années. 
Bien que provenant d'une famille de la classe moyenne aisée (son père, Tomislav Tomljenović (hr) était un éminent homme politique et avocat croate), elle rejoint le Parti communiste d'Allemagne et y est active. Lorsque Hannes Meyer est démis de ses fonctions de directeur du Bauhaus en août 1930, tous les étudiants communistes identifiés sont expulsés. Un certain nombre d’autres étudiants, comme Ivana Tomljenović, partent également, en solidarité.   
Ivana Tomljenović se rend alors à Berlin où elle travaille comme conceptrice d’affiche et comme scénographe avec l’artiste dadaïste John Heartfield sur un décor de théâtre pour le réalisateur communiste Erwin Piscator. Dans la même période, elle a participé au championnat du monde de hazena (en).  
Elle s'installe ensuite à Paris en 1931 pour étudier la littérature à la Sorbonne.  
En 1932, elle part pour Prague et épouse Alfred Meller, propriétaire de la société de publicité ROTA. Après la mort de Meller en 1935, Ivana Tomljenović-Meller retourne à Zagreb puis déménage à Belgrade, où elle enseigne la conception d'affiches. En 1938, elle retourne définitivement à Zagreb où elle est professeure dans une école pour femmes jusqu'à sa retraite en 1962 avec une interruption durant la Seconde Guerre mondiale,. 
Le montage « Bonne chance Bauhaus » est significatif des interactions de l'art et du contexte historique et politique de cette époque de bouleversements.  
En 1980, Ivana Tomljenović réunit dans un album trois photomontages composés  en 1930. À gauche, les mots « Camarades, bonne chance » planent au-dessus d’une scène dramatique. Des éclairs rouges électriques jaillissent du Bauhaus en direction de Berlin, représenté par l'ours et la tour de radio. Le mot Bauhaus est écrit dans une police de caractères Bauhaus sans serif typique. Mais «Bauhaus» a viré au rouge, tout comme Tomljenović après son arrivée là-bas en 1929. Elle s’inclut dans le montage , jeune pionnière saluant l'école. Mais, si le communisme a soufflé sur le Bauhaus, le national-socialisme a, lui aussi, retenu l'approbation de certains membres. Tomljenović montre des nuages sombres sur le Bauhaus.
Le mot « camarades » (drugovi) se trouve près des trois têtes d'amis du Bauhaus de Tomljenovićt. À droite, une photographie de Tomljenović prise par son professeur, Josef Albers, intitulée Dans le train pour Berlin. En route pour Berlin, Tomljenović écrit avec ironie : « À bientôt après la révolution ». Mais la révolution n'eut pas lieu et Ivana Tomljenović, jeune veuve, se retrouve dans une Croatie inféodée par les national-socialistes...
En rapprochant ces images en 1980, Ivana Tomljenović revisite un temps où elle et ses amis voulaient changer le monde, à une époque où s'amorcent d'autres changements, à commencer par la dissolution brutale de la Yougoslavie. 
Tomljenović-Meller est décédé à Zagreb en 1988, à la veille de la guerre en Yougoslavie.